# Tremors
Tremors (bra: O Ataque dos Vermes Malditos; prt: Palpitações) é um filme de terror americano de 1990 dirigido por Ron Underwood, escrito por Brent Maddock, S. S. Wilson e Underwood. Foi lançado pela Universal Studios e é o primeiro capítulo da franquia Tremors.
O filme foi bem recebido pela crítica e detém uma classificação favorável de 84% no site Rotten Tomatoes.
Sete sequências foram produzidas e lançadas diretamente em vídeo, sendo elas: Tremorz 1, Tremorz 2: Aftershocks, Tremors 3: Back to Perfection, Tremors 4: The Legend Begins, Tremors 5: Bloodlines, Tremors 6: A Cold Day in Hell, e  Tremors 7: Shrieker Island. Além disso, também houve Tremors: The Series, uma série de televisão.

## Elenco
| Atores                      | Personagens           |
| --------------------------- | --------------------- |
| Kevin Bacon                 | Valentine "Val" McKee |
| Fred Ward                   | Earl Basset           |
| Finn Carter                 | Rhonda LeBeck         |
| Michael Gross               | Burt Gummer           |
| Reba McEntire               | Heather Gummer        |
| Victor Wong                 | Walter Chang          |
| Robert Jayne (Bobby Jacoby) | Melvin Plug           |
| Ariana Richards             | Mindy Sterngood       |
| Charlotte Stewart           | Nancy Sterngood       |
| Tony Genaro                 | Miguel                |
| Richard Marcus              | Nestor Cunningham     |
| Conrad Bachmann             | Dr. Jim Wallace       |
| Bibi Besch                  | Megan Wallace         |
| Michael Dan Wagner          | Velho Fred            |
| Sunshine Parker             | Edgar Deems           |
| John Goodwin                | Howard                |
| John Pappas                 | Carmine               |

## Produção
A arte da capa de Tremors, utilizada tanto em seu pôster quanto no DVD, foi projetado pela Universal Studios. A capa inicialmente iria possuir como figura de centro um graboid, criatura presente no filme, mas a Stampede Entertainment, produtora do longa, acreditava que seria melhor se o público não visse a criatura até que ela fosse revelada aos personagens do filme. A Universal concordou, porém decidiu colocar um close-up de um tentáculo graboid para o pôster em seu lugar, assim ainda instigando a curiosidade dos espectadores sem revelar a criatura completamente.

### Filmagem
A filmagem principal ocorreu em Lone Pine e na comunidade de Darwin (locações na Califórnia) no início de 1989, tendo sua duração total de 50 dias. As montanhas ao longe são da Serra Nevada (Estados Unidos). Depois da filmagem estar completa, o conjunto original foi completamente demolido.[carece de fontes?]

### Props
Os projetos de criaturas para Tremors foram feitas por Amalgamated Dynamics. O graboid de grande escala, que pode ser visto depois de Val cavá-lo em uma das cenas do filme, era feito de espuma. Ele foi colocado em uma trincheira, sepultado e escavado outra vez para conseguir o efeito "surrado" desejado pela produção.
A arma de Burt, uma Darne Shotgun calibre 8, foi alugada de um colecionador privado para uso no filme. Ele disparou cartuchos falsos personalizados feitos de hastes de bronze sólidas.

## Trilha sonora
A trilha sonora para Tremors foi composta por Ernest Troost, e lançada em 2000. O álbum contém nove faixas para Tremors, assim como quatro faixas adicionais, também compostas por Troost, para Bloodrush. O álbum foi lançado para fins promocionais, como edição limitada de CD.
| Tremors |                                             |         |  |
| N.º     | Título                                      | Duração |  |
| 1.      | "Títulos / Sequência de Abertura"           | 3:14    |  |
| 2.      | "Val & Earl / Rhonda"                       | 2:46    |  |
| 3.      | "Something's Wrong"                         | 6:57    |  |
| 4.      | "First Attack / Pole Vaulting"              | 5:13    |  |
| 5.      | "On The Rocks / Graboid / Uzi4u"            | 7:34    |  |
| 6.      | "On The Road / Miguel's Plan / Nester"      | 3:16    |  |
| 7.      | "Val's Run / Don't Move / The Dozer Rescue" | 3:36    |  |
| 8.      | "Journey Begins / Truck Attack / The Rocks" | 2:58    |  |
| 9.      | "Goin' Fishin' / Stampede / Closing"        | 2:56    |  |

| Bloodrush |                |         |  |
| N.º       | Título         | Duração |  |
| 10.       | "The Hospital" | 2:03    |  |
| 11.       | "The Nurse"    | 2:19    |  |
| 12.       | "The Hallway"  | 3:12    |  |
| 13.       | "The Struggle" | 3:47    |  |

## Lançamento
Tremors estreou nos cinemas em 19 de janeiro de 1990 e em DVD em 28 de abril de 1998. Anos depois, Tremors foi lançado em Blu-Ray em 9 de novembro de 2010, e novamente em 17 setembro de 2013, como parte dos Tremors: Attack Pack na região 1 (EUA & Canadá). No Reino Unido, o Attack Pack não foi lançado em Blu-ray, em vez disso as sequências do filme foram todas vendidas separadamente em 5 de agosto de 2013. No Brasil, no final de 2023, foi lançado em uma edição especial em Blu-ray o primeiro filme de 'O Ataque dos Vermes Malditos', acompanhando um livreto, cards, duas capas e muito material extra no disco.

## Recepção
Antes do lançamento do filme, Bacon sentiu que o filme marcaria o fim de sua carreira: "Eu fiquei nervoso e caí na calçada, gritando para minha esposa grávida, 'Eu não posso acreditar que eu estou fazendo um filme sobre vermes subterrâneos!'".
Tremors foi aclamado pela crítica por seu elenco diversificado e humor. Ele detém uma classificação de 84% no Rotten Tomatoes baseado em 32 comentários com o consenso: "Um retrocesso afetuoso com características de criaturas da década de 1950, Tremors revigora suas alegorias de gênero com uma combinação bem equilibrada de horror e humor".
[Tremors] está muito bem lançada, com [Fred] Ward e [Kevin] Bacon provando comédia afável e agradável leve... Os efeitos especiais são de primeira qualidade... Pode não ser top 10 da melhor lista de ninguém, mas Tremors é entretenimento no entanto sólido.Original {{{{{língua}}}}}: — TV Guide

### Bilheteria
Teve um modesto sucesso na bilheteria, depois se tornou um enorme sucesso em Home Vídeo, TV e Internet.

## Na cultura popular
- No episódio "Four Little Words" da terceira temporada de American Dad!, Tremors é mencionado como um dos filmes em que Kevin Bacon era um ator;[20][21]
- Em 21 de março de 2012, a história da NBC Nightly News "Abalado e despertou em Wisconsin" a brincadeira responsabilizou a filmagem de um "remake de Tremors" como a causa para barulhos altos em expansão não identificados.[22]

## Outros filmes da série
- Tremors 2: Aftershocks
- Tremors 3: Back to Perfection
- Tremors 4: The Legend Begins
- Tremors 5: Bloodlines
- Tremors 6: A Cold Day in Hell
- Tremors 7: Shrieker Island